# František
František je mužské křestní jméno. Podle českého kalendáře má svátek 4. října.
Základem slova je germánské Frank(o) ('svobodný muž') a může se i vykládat jako oštěp. Jméno v podobě Francesco má svůj původ v Itálii. Jde o přezdívku s významem malý Francouz, kterou byl v dětství nazýván italský chlapec Jan Bernardone, pozdější František z Assisi, který měl francouzskou matku; od ní se naučil francouzsky a vyřizoval v tomto jazyce svému otci veškerou obchodní korespondenci. Jeho jméno si poté, co začal být uctíván jako světec, dávali všichni, kdo ho obdivovali a chtěli následovat jeho příkladu, ženy nosily ženskou verzi jména Františka.

## Domácky
Franta, Fanda, Fanoušek, Frantík, Francek, Franc, Fráňa

## Statistické údaje
Následující tabulka uvádí četnost jména v ČR a pořadí mezi mužskými jmény ve srovnání dvou roků, pro které jsou dostupné údaje MV ČR – lze z ní tedy vysledovat trend v užívání tohoto jména:
| Rok       | Četnost     | Pořadí   |
| 1999      | 186145      | 7.       |
| 2002      | 176215      | 8.       |
| Porovnání | o 9930 méně | o 1 hůře |
| 2006      | 157613      | 10.      |
| 2007      | 153917      | 10.      |

Změna procentního zastoupení tohoto jména mezi žijícími muži v ČR (tj. procentní změna se započítáním celkového úbytku mužů v ČR za sledované tři roky 1999-2002) je -4,6%, což svědčí o poměrně značném úbytku obliby tohoto jména.
V lednu 2006 se podle údajů ČSÚ jednalo o 25. nejčastější mužské jméno u novorozenců.

## V jiných jazycích
- Slovensky: František
- Polsky: Franciszek
- Anglicky: Frank nebo Francis
- Chorvatsky: Franjo, Frane, Frano, Fran
- Maďarsky: Ferenc
- Italsky: Francesco nebo Franco
- Španělsky, portugalsky: Francisco
- Francouzsky: François
- Nizozemsky: Franciscus
- Dánsky, norsky: Francis
- Srbsky: Franja, Francisko
- Švédsky: Frans
- Německy: Franziskus nebo Franz nebo Frank
- Latinsky: Franciscus

## Známí nositelé jména

### Světci
Svatých Františků je více, např.:
- František z Assisi – svatý, zakladatel žebravého řádu františkánů
- František Caracciolo
- František z Pauly
- František Saleský
- František Xaverský

### Papež
- František – 266. římskokatolický papež

### Vladaři a panovníci
- František I., rozcestník
- František II., rozcestník
- František III., rozcestník
- František IV., rozcestník
- František V., rozcestník
- František z Anjou (1555–1584), vévoda z Anjou, Berry a Touraine
- František, vévoda bavorský (*1933)
- František Ferdinand d'Este (1863–1914), rakouský arcivévoda
- František Josef I. (1830–1916), rakouský císař a český král
- František Josef Toskánský (1905–1975), rakouský arcivévoda
- František Karel Habsbursko-Lotrinský (1802–1878), rakouský arcivévoda
- František Karel Rakousko-Toskánský (1893–1918), rakouský arcivévoda
- František Salvátor Rakousko-Toskánský (1866–1939), rakouský arcivévoda

### Politici
- František Palacký (1798–1876) – Otec národa
- František Kriegel - český komunistický politik, jedna z hlavních postav pražského jara z roku 1968
- František Rašín – rakouský politik české národnosti
- František Ladislav Rieger – český politik, publicista a představitel staročeské strany
- František Vodňanský – rakousko-český politik

### Umělci
- Ferenc Futurista (1891–1947) – český herec
- Ferenc Liszt (1811–1886) – maďarský skladatel a klavírní virtuóz
- František Brikcius – český violoncellista
- Francis Ford Coppola (* 1939) – americký režisér
- František Ringo Čech (* 1943) – český zpěvák a textař
- František Ladislav Čelakovský (1799–1852) – český básník, kritik a překladatel
- František Černý (1904–1963) – český filmový a divadelní herec
- František Černý  (* 1957) – český hudebník (skupina Čechomor)
- František Dostál (1938–2022) – český fotograf
- František Dostál (1940–2006) – slovenský herec
- František Drtikol (1883–1961) – český fotograf a výtvarník
- František Filipovský (1907–1993) – filmový a divadelní herec
- František Hrubín (1910–1971) – český spisovatel a básník
- František Kmoch (1848–1912) – český dirigent a skladatel dechové hudby
- František Kovářík (1886–1984) – český herec
- František Kožík (1909–1997) – český spisovatel
- František Langer – československý spisovatel
- František Maxián – český hudební pedagog a klavírista
- František Moravec - (* 1966) – (Lou Fanánek Hagen) český hudebník
- František Nedvěd – český písničkář
- František Nepil – český spisovatel
- František Němec (1882–1918) – český sochař
- František Němec (* 1943) – český filmový a divadelní herec
- František Peterka (1920–2007) – český malíř, grafik a ilustrátor
- František Peterka (1922–2016) – český herec
- Franciszek Pieczka – polský herec
- František Řehák (1923–2017) – český herec a konferenciér
- František Smolík (1891–1972) – český herec
- František Xaver Šalda – český literární kritik, novinář a spisovatel
- Fráňa Šrámek (1877–1952) – český básník, prozaik, dramatik a buřič
- František Škroup - český skladatel, autor hudby hymny České republiky Kde domov můj
- František Vláčil – český filmař
- František Záruba – český historik umění a malíř
- Franz Kafka – pražský německy píšící spisovatel židovského původu
- Franz Schubert – německý hudební skladatel
- Frank Sinatra – americký zpěvák
- Frank Zappa – americký kytarista, zpěvák a hudební skladatel
- Francesco Petrarka – italský spisovatel a básník

### Sportovci
- František Černík (*1953) – československý hokejista
- František Marek (1896-1961) Československý Překážkar
- František Černý (*1959) – český hokejista
- František Havránek (1923–2011) – trenér československé fotbalové reprezentace
- František Kučera – český hokejový obránce
- František Musil – československý hokejista
- František Plánička – fotbalista
- František Pospíšil – československý hokejista
- Ferenc Puskás – maďarský fotbalista
- František Šafránek (1931–1987) – český fotbalista
- František Šťastný (1927–2000) – český motocyklový závodník a sportovní novinář
- František Tikal – československý hokejista
- František Venclovský – český dálkový plavec
- František Veselý (1943-2009) – československý fotbalista
- Frank Lampard – anglický fotbalista

### Ostatní
- František Bačkovský (1854–1908) – český knihkupec
- František Marek (1899-1971) Československý Architekt
- František Bareš (1851–1924) – český středoškolský pedagog, historik a muzejník
- František Kleiner – více osob, rozcestník
- František Kolář (1890–1969) – český architekt
- František Kolář (1915–1980) – český katolický kněz
- František Křižík (1847–1941) – český technik, průmyslník a vynálezce
- František Lipka – více osob, rozcestník
- František Melichar – více osob, rozcestník
- František Novák – český římskokatolický teolog
- František Patočka – český lékař
- František Pilát – elektrotechnik
- František Steidl (1920–1985) – budovatel lyžařského střediska na šumavském Špičáku[1]

## Fikce
- král František z knižní série Letopisy Narnie
- skřítek František – pohádková postava z dětského televizního pořadu Kouzelná školka
- Frank Mackey, fiktivní detektiv z knih Tany French
- František Louka, fiktivní postava z filmu Kolja
- František Vingl, fiktivní postava z filmu Václav
- František Horák nebo Francek, fiktivní postava z dramatu Maryša
- František Ladislav Věk – titulní postava historického pětidílného románu spisovatele Aloise Jiráska F. L. Věk
- František zvaný Kachna, kuchař ze seriálu Hospoda
- Francin, sládek z filmu Postřižiny
- František Kubiš, titulní postava románu Nová Ves